# Симони (Мядельський район)
Симон (біл. вёска Сіманы) — село в складі Мядельського району Мінської області, Білорусь. Село підпорядковане Нарачанській сільській раді, розташоване в північній частині області.